# Jagienki
Jagienki – przysiółek wsi Mokrzyca Wielka w Polsce, położony w województwie zachodniopomorskim, w powiecie kamieńskim, w gminie Wolin.
W latach 1975–1998 przysiółek administracyjnie należał do województwa szczecińskiego.